# 聖剣の刀鍛冶
『聖剣の刀鍛冶』（せいけんのブラックスミス、The Sacred Blacksmith）は、三浦勇雄による日本のライトノベル。イラストは屡那が担当。MF文庫J（メディアファクトリー）より2007年11月から2013年8月まで刊行された。略称は「聖剣」。2009年12月時点でシリーズ累計部数は150万部を突破している。「電子書籍アワード2013」ライトノベル部門では7位を獲得している。
2009年に漫画化され、『月刊コミックアライブ』2009年5月号から2017年3月号にかけて山田孝太郎によって連載された。また、同年10月からはテレビアニメの放映も行われ（後述）、それに関連したラジオ番組も同年9月より放送された（後述）。
本作では「刀」や「鍛冶」、「鍛冶職人（刀工）」を扱っており、作者の三浦は執筆に当たって取材を行い、それに準じた設定がされている。

## あらすじ
元貴族令嬢で騎士団員のセシリー・キャンベルは、父から受け継いだ古い剣を鍛えてくれる鍛冶屋を探していた所、街中で暴れていた男を剣で撃退する青年と出会う。その青年の名は、ルーク・エインズワース。鍛冶屋を営んでいるというその青年と、彼の助手のリサ、そして、訳あって警護をすることすることとなった魔剣「アリア」との出会いによって、セシリーはだんだんと聖剣とヴァルバニルをめぐる争いに巻き込まれていく。そして、自身に課せられた運命に翻弄され、芽生え始めた恋心に戸惑いつつも、三人と絆を深め合い、セシリーは一人の騎士として、また、一人の女性として成長していく…。

## 登場人物

### 独立交易都市ハウスマン

#### 主要なキャラクター
セシリー・キャンベル (Cecily Cambell)
声 - 藤村歩
本作の主人公。三番街自衛騎士団に所属する活発な性格の少女。16歳。代理契約戦争で活躍した元貴族キャンベル家の現当主。
ルークの打つ刀に惚れ込み、自分用の刀を打ってくれるよう工房「リーザ」に足繁く通っているが、金銭面でルークにひたすら断られ続けている。
活発で男勝りな性格は父親譲りだが、容姿（および豊かな胸）は母親譲り、頑固さは両親から受け継いでいるとのこと。正義感・お人好しの強い性分で、「すべてを救う」という誓いの下、何かと困難に首をよく突っ込む。そのため、本人やアリア、ルーシーによれば、無茶ばかりするため傷が絶えないという。
ルークやリサと関わる中で、彼らの生い立ち、世の中の真相、さらには自身に課せられた役目を知ることになる。
第3巻では、ジーグフリードによって性的暴行を加えられ、精神を追い詰められる。
第5巻で「聖剣の鞘」のことをルーシーから聞かされるが、ルークを信じ自らの運命を受け入れる。
物語の進行とともにルークに恋心を抱くようになるが、なかなか想いを伝えられずにいた。ただし、第7巻において、ルークの眼前でイライザ・イヴァに対して、ルークのことを「私の男」と言ったことはある。
物語初期は、3ヶ月前に騎士になったばかりの騎士団の一新人で戦闘能力は皆無だったが、アリアとの連携・ルークによる指導により実力をつける。交易都市防衛戦で一躍時の人となり、今や交易都市一の有名人。
第9巻からは、後輩ができたことに対する責任からか、無意識のうちに直感よりも理性や理屈を優先させるようになっており、その点をヒルダやリサに指摘されている。
第11巻で、リサから「魔剣精製」の代償を聞かされ、ルークとの関係について思い悩むが、ルーシーの言葉に背中を押される。そして、交易都市全体に向けての放送中に「直感よりも理性や理屈を優先させる自分は私らしくない」と初めて自覚。そして、自分らしさを取り戻し、交易都市全員が聞いている中ルークに求婚、自他ともに認める婚約者同士となった。
最終決戦では聖剣の使い手として中心に立ち、アリアを用いてヴァルバニルを再封印した。決戦後、決戦中に降り注いだ流星から新たな聖剣の材料となる隕鉄を求めて旅に出た。その旅でルークの母と出会って新大陸から来る海賊の警告を聞き、海賊の鎮圧戦に赴き、その長い戦いにおいても一騎当千の活躍を見せて再びその名を轟かせた。
ルーク・エインズワース (Luke Ainsworth)
声 - 岡本信彦
七番街の外れにある工房「リーザ」の主人であり、刀鍛冶。17歳。聖剣を打つ修行をしている。左目は義眼。
人に対し無愛想な態度をとることが多く不器用で冷静沈着なクールな美男子。しかし少々天然な所が有り人に対してあまり興味を示さず3年前に幼馴染のリーザを目の前でヴァルバニルに殺されてから積極的に人と関わらなくなった。しかし、セシリーと出会ってからは変わり始め、リサとも向き合うようになった。
普段は鍋釜や包丁などの生活用品、農具などの修理で生活をしており、刀を打つ仕事はしていない。父親から仕込まれた独特な剣術を使い、その腕は相当なもの。
刀鍛冶（）として「聖剣」を生成する使命を担っている。軍国の聖剣師との技術交換で新たな技術を見出した。その際、聖剣が完成した時には、その刀をセシリーに授けようと決めていたようである。
リサとともに「魔剣精製」によって「魔刀」を生み出せる。ただし、それによって魂を消費しており、その影響が右眼に出始めていることをリサに打ち明けた。
物語初期のころは、「お前の無力を俺に押し付けるな」などと言ってセシリーを冷たくあしらっていたが、物語の進行とともに、彼女に惹かれ優しく接するようになる。9巻では、アリアを取り戻すために旧群衆列国に赴くセシリーに対して、「俺の力はいるか」などと自ら協力を申し出たこともある。
セシリーに対して恋心を抱いていることを自覚するが、「魔剣精製」により寿命を縮めているため、その想いを心のうちに閉じ込めていた。しかし、その想いゆえに、シーグフリードや初代ハウスマンを嫌悪しており、特にシーグフリードに対しては、セシリーのことを「最も手を出してはいけない女」、「俺の女」などと言い怒りを顕わにしている。セシリーとの関係をあれこれ追及されたことがあるため、フィオやパティが苦手。
自分が失明した時のために、自身の刀を鍛錬するとともに、リサに刀鍛冶（）の技術を伝えている。
火山の遭難でユーインに「魔剣精製」における代償を告白するが、ヴァルバニルの封印強化ために行った「魔剣精製」により、遂に極度の弱視に陥り、セシリーに知られてしまう（ルーク本人は、セシリーに気付かれていることを知らなかった）。そのことでセシリーを避けていたが、セシリーの「私はあなたがかなり好き」と言う言葉に対して「俺のほうが相当だ」と答え、求婚を受け入れ、自他ともに認める婚約者同士となった。
リサによって左目に「魔眼」を入れられ、視力が戻った。しかし、鍛冶作業をするたびに、視力と引き換えに魂を消費している。また、火山での遭難の際にヴァルバニルの肉を食したことでリサや魔剣たちしか感じられない体臭を発しており、身体能力も向上しているが、代わりにヴァルヴァニルの魔力が強くなると食べた肉が硬質化して体外に飛び出す呪いを受けてしまっている。
最終決戦では魔眼、ヴァルバニルの肉による身体向上を最大限使ってホレーショーと戦い、更にヴァルバニルの上でシーグフリードと決着をつける。最終局面では己の左腕と引き換えに「魔剣精製」で聖剣を作り出し、セシリーにかけられた「聖剣の鞘」諸共ヴァルバニルを貫き、地上に落とした。
決戦後の二、三年後、セシリーとの間に二児を儲けるも、二人目の子が生まれて半月後に息を引き取った。
リサ (Lisa)
声 - 豊崎愛生
工房「リーザ」でルークの助手をしている少女。金髪碧眼。リーザの事件で生まれた悪魔。見た目は13歳ぐらいだが、実年齢は3歳。動物と会話することができる。
生まれてから一切の成長が無い。自分の出生や小さな体に少なからずコンプレックスを抱いている。
日常におけるルークの世話役であり、鍛冶仕事の他、食事・洗濯・掃除・お使いなどの家事を任されている。ルークとはどこか距離を置いていたが、セシリーと出会ってからは徐々に近づきはじめた。お互いのわだかまりが解けた後は、何に対しても遠慮をしなくなり駄々をこねる様子も見せている。
ルークとともに魔刀を生み出す能力「魔剣精製」を有し、それにより、肉体を少しずつ消費している。
ルークがセシリーのことを好きだということに気づいており、そのことをフィオやパティとともに追求したこともある。ルークがセシリーと付き合わない理由も知っているが、必ず二人の恋を成就させると決めている。
単独で戦う力は持っていないが、第7巻では機転と応用の良さで人外を退け、都市の防衛に一役買った。
ルークに刀鍛冶の技術を教わり、直刀を打っている。
ヴァルバニルの封印強化ために行った「魔剣精製」により、腰まであったブロンドの髪は肩ほどまでに短くなった。
ルークの弱視を「魔剣精製」における代償とともにセシリーに打ち明けた。
もともとルークのものだった左眼球を悪魔化してルークの目に返したため、左目を消失し隻眼となった。
最終決戦では先代聖剣、セシリーと共にヴァルバニルの足元まで行き、そこでヴァルバニルに飲み込まれてしまうも無事にセシリーに救出される。最終決戦後はルークの後を継いで聖剣の刀鍛冶となる。また、刀鍛冶足るものあらゆる武器の扱いに長けていなければならないと言うエインズワース家の教えからルークに剣や槍、弓と言った武器の手ほどきを受けてコーネリアス程度なら完膚なきまで叩きのめせるほど強くなった。ルークの死後、その形見として左目を受け取り自らに戻している。このため16巻の表紙イラストでは眼帯をしていない。
ヴァルバニル再封印から300年。悪魔である故にその間も変わらぬ姿を保っており、聖剣の刀鍛冶として数々の弟子を取ってきた。また、さまざまな人間の生き死にを見、そしてヴァルヴァニルの死による自らとアリアを含む悪魔達の死期が近いことに苦悩しつつもユーインのアイデアから魔剣を必要としない新たな聖剣を300年間かけて作り出し、セシリーとルークの子孫であるデュークとアリスと共にアリアを救い出した。その後、デュークから求婚された所で物語は終わりを迎えている。
リーザ・オークウッド (Lisa Oakwood)
声 - 佐々木日菜子
故人。ルークの幼馴染。セシリーに似た活発な性格で、騎士になり独立交易都市を守ることを目標にしていた。3年前にヴァルバニルからルークを守るため、瀕死の状態で悪魔契約を行いリサを誕生させ、命を落とした。そのためリサと外見が似ているが、髪型は異なり短めのセミロング。
アリア (Aria)
声 - 豊口めぐみ
一見美麗な女性であるが、その正体は魔剣であり自他共に認めるセシリーの相棒。魔剣に戻った際の形状はレイピア。
元々はヒューゴーの知人の持ち物だったが、ある事件をきっかけに独立交易都市が買い上げ、警護・保管役のセシリーに身を寄せた。
快活で人懐っこい性格のため、魔剣であることが知られていながら、市民にも居住を受け入れられている。
魔剣に戻る時の言葉は、「眠りを解け。真実を掴め。風をこの手に。-神を殺せ」。風を操る能力がある。代理契約戦争の最中に覚醒したため、実年齢は40から50歳。
魔剣である自らの生い立ちについて悩むこともあるが、セシリーの言葉と誓いを受け入れ、彼女を支える力となる。
交易都市防衛戦で魔力を酷使しすぎたために剣としての寿命を迎え、変化できなくなってしまった。しかし、セシリー達の窮地に魔力を限界まで搾り出す禁断の言葉で剣に変化。その影響で魔力を絞りつくして刀身がボロボロに朽ちてしまった。
12巻において、銘無しと玉鋼とともに再鍛錬され、聖剣として生まれ変わった。そのため、魔剣だったころの記憶を失くしており、人格も変わってしまった。ただ、銘無しの肯定、否定の際の口癖など一部は残っている。再び、セシリーの戦友となるも、真の銘を認識していなかったため、魔力を行使することができなかった。帝政列集国との決戦の際に自分が「凶器」であることを理解して魔力を使えるようにはなったが、制御できずにセシリー自身を傷つけてしまう。また、"アリア"と比べられることにコンプレックスを感じており、それも魔力を制御出来ない理由の一つ。ヴァルバニルの体内に入った際、"アリア"と銘無しに叱責され、自分の嫉妬心を認めて"アリア"という自分の銘を認識。完全に魔力を制御できるようになり、セシリーの相棒として存分に力を振るい、ヴァルバニルを再封印した。再封印から300年後、リサの作り出した新たな聖剣によって救い出された。
聖剣に戻るときの文言は、「眠りを解け。真実を貫け。風をセシリー（貴女）に。――――神を殺せ。」聖剣に戻った際の形状はきつさき諸刃造りの直刀。ちなみに、アリアの破片は加工されて、セシリーの結婚指輪となった。
アニメ版では交易都市防衛戦で魔力を酷使しすぎるが、休眠を取ることで力を取り戻している。そのため刀身がボロボロで、聖剣として生まれ変わることは描かれずに魔剣としてセシリー達と仲良く歩んでいくことがEDで描かれた。
ユーイン・ベンジャミン (Euen Benjamin)
#軍国を参照。

#### 市民および関係者
ハンニバル・クエイサー (Hannibal Quasar)
声 - 秋元羊介
三番街自衛騎士団の団長。10代で代理契約戦争に参加して生き抜いた猛者として知られている。60歳以上になった現在でもその実力は健在である。人外と互角以上に渡り合り、（模擬戦とはいえ）セシリーやレジナルドら三番街自衛騎士団を1人で全滅させるなど、人間離れした強さを誇る。その戦歴から“大陸最強”と謳われる。
代理契約戦争の頃は根無し草の武芸者として戦場を渡り歩いていた。その後、独立交易都市の理念に共感して、その発展に力を尽くした。普段は三番街自衛騎士団をまとめているが、必要に応じて7つの自衛騎士団を統括する。
亡きリーザ・オークウッドの育ての親。そのため、容姿が似ているリサのことを気にかけている。
また、セシリーの父親・チェスターの同僚であり、彼にルーシーとの縁談を持ちかけた人物でもある。そのため、セシリーのことを何かと気にかけ心配している。
第5巻において、自ら憎まれ役を買って出て、ルークに「聖剣の鞘」について話した。
帝政列集国との最終決戦でルーク作の大太刀を用いて長年のライバルであるオーガスタスと一騎討ちで決着を付けようとしたが、オーガスタスの一騎討ちを無視した卑劣な策略で動きを封じられた所をシーグフリードにエヴァドニで切り付けられ、その黒炎に焼かれて全身の大火傷を負ったがそれでも生き残ってヴァルバニルとの決戦に臨んだ。
決戦後の海賊制圧戦においても自衛騎士団団長として一騎当千の活躍をし、終戦後はレジナルドに団長を譲り、自らは新大陸で初恋をした女性に告白するために新大陸へ渡った。そのまま戻ってこなかったため、告白は成功したと思われる。
漫画ではデフォルメでゴリラ顔になる。
ヒューゴー・ハウスマン (Hugo Housman)
声 - 井上和彦
独立交易都市の市長。市長は初代ハウスマンに敬意を表してファミリーネームを「ハウスマン」とする義務から、彼も「ハウスマン」と名乗る。
年齢は30代後半とのことだが、日頃の苦労が絶えないためか、実年齢より老けているという。人当たりの良い善人で、他者との会話の際には必ず、敬語や敬称を用いる。ただし、ルークのことだけは話し言葉は丁寧でも「ルーク」と呼び捨てにしており、第5巻において、ルークが初代ハウスマンの資料を求めてきたときに初めて「ルークくん」と呼ぶようになった。自衛騎士団にアリアの護衛を依頼、その後アリアの所有権を公費で買い取り、保管は騎士団（の団員のセシリー）に託している。
レジナルド・ドラモンド (Reginald Drummond)
声 - 田坂秀樹
セシリーの同僚。女性でまた魔剣を使うセシリーに対し、皮肉を浴びせることが多いが実力は認めている。都市が帝政列集国に侵攻された際には非礼を詫び和解した。
模擬戦の結果により副団長に任命される。任命したハンニバル曰く、「優秀だが、口うるさい部下」と評した。
都市と市民を守るという自衛騎士団の職務には実直かつ誠実に取り組んでいる。しかし、他人の心情に疎い面があり、発言をパティに注意されることも。
帝政列集国との最終決戦の前にパティに求婚し、婚約者同士となった。
ハンニバルから団長を譲られた後はしばらく団長を務めたが、ヒューゴーの引退を機に市長戦に当選。ハウスマンの名を受け継ぎ、聖剣の刀鍛冶であるリサを全面的に支援することを約束した。
パティ・ボルドウィン (Patty Baldwin)
声 - 結本ミチル
セシリーの同僚であり友人。本当は、セシリーよりも年上であり、都市公務員になったのもセシリーより前だった。面倒見がよく、セシリーにダンスの基本や治療用の祈祷契約を教えた。また、セシリーとルークの仲を応援しており、ルークからはよく思われていない。
都市公務員で事務作業をメインとしている。非戦闘員であるが、有事の際には後方支援を担当する。
たびたびセシリーに突っかかるレジナルドを諫めるが、その分、レジナルドのよき理解者で何かと気にかけている。
大陸の動向については詳しい話を聞かされておらず、リサの正体が悪魔だということも知らない。
後にレジナルドと結婚し、彼との間には多くの子が産まれ、その子孫達は交易都市の行政に従事していくことになる。
スタンレイ・ゴールドバーグ (Stanley Goldberg)
二番街自衛騎士団の団長を務める初老の男性。第3巻より登場する。ハンニバルとは逆に小柄な体格で戦闘では主に祈祷契約による遠距離攻撃を担当する。
ハーヴェイ・ブレッシン (Harvey Blethyn)
一番街自衛騎士団の団長を務める男性。第4巻で軍国へ遠征することになったセシリーたちに同行した。軍国における有事に際して、ハンニバルやスタンレイのような未知の人外と戦う勇気はあまり持っていない。しかし都市の代表役として、軍国との交渉や首を突っ込もうとするセシリーを諫めるなどはしている。
フィオ・アトキンス (Fio Atkins)
声 - 升望
キャンベル家の使用人。27歳。両親亡き後もキャンベル家に仕える。フィオ曰く、家訓は「働かざる者 死ネ」。
セシリーの事は主従というよりは姉妹といった関係。主人であるセシリーに家事を手伝わせたり、来客用のワインをコソコソと飲んでいたりなど、あまり使用人らしくない言動をとることが多いが、キャンベル家に仕えていることは誇りにしている。
ルークに対して、セシリーとの仲を追及したことがあるため、ルークからはあまりよく思われていない。
12巻において、セシリーとルークの結婚式の衣装をつくっていた。
その後もキャンベル家に仕え、メイという子が産まれ、その子もアトキンス家の者としてキャンベル家に仕えた。
ルーシー・キャンベル (Lucy Cambell)
声 - 折笠愛
40歳？セシリーの母親。旧姓は「ハーグリーヴス」。身体が弱く、床に伏せがち。無茶をしがちなセシリーのことを気にかけている。なお、容姿の面と頑固さは娘のセシリーにしっかりと受け継がれている。
夫のチェスターとは、お互い望まない見合いで出会ったが、そのまま付き合いを始めるようになった。そして、「聖剣の鞘」の宿命に思い悩むチェスターを説き伏せ結婚。セシリーを産む。
娘への想いからキャンベル家に課せられた役割を隠していたが、セシリーに「聖剣の鞘」について問い詰められ、セシリーの父の死の真相とともに打ち明けた。
ルークの父親・バジルとも面識があったよう。ルークのことに関しては、セシリー本人から相談を受けるまでは、セシリーの恋人だと認識していたが、ルークとの関係に思い悩むセシリーに自分と夫の馴れ初めを話し、セシリーの背中を押した。
バジル・エインズワース (Basil Ainsworth)
故人。ルークの父親。腕のよい鍛冶師だったが、3年前にリーザと同様ヴァルバニルに殺された。
「鍛冶師たる者、武器の扱いにも精通していなければならない」との理念から、鍛冶師でありながら自身も剣術に長けており、鍛冶技術だけでなく剣術をも息子のルークに仕込んだ。セシリーの父親・チェスターとは、旧知の仲だったらしい。
初代ハウスマン (Housman)
故人。独立交易都市の都市の基礎を作った人物。ヴァルバニルに関する研究の一環として悪魔契約の研究を行っていた際、偶然から祈祷契約を発見した。また、その研究を通して大陸史を解き明かすことにも貢献しており、ヴァルバニルの封印にも関わっている。
キャンベル家に「聖剣の鞘」という役割を与えた張本人。悪魔契約契約の研究のため人為的に悪魔を作り出すなど狂人的な面を持っており、悪魔と人間の交配実験など非人道的な実験を繰り返していた。
　「封印強化遠征」の際、ヴァルバニルの手足にやられて死亡したようだが、実際のところ不明。
チェスター・キャンベル（Chester Cambell)
故人。セシリーの父親。元自衛騎士団三番街の騎士でハンニバルの同僚。3ヶ月前に亡くなっている。
ルーシーとはお互い望まない見合いで出会ったが、そのまま付き合いを始めるようになった。「聖剣の鞘」としての役割を知っていたため、求婚は断っていたが、ルーシーに説得され結婚。セシリーを授かった後、「封印強化遠征」にて、「聖剣の鞘」としての役割を果たすために悪魔契約を行うが、失敗して内臓の大部分を食われるだけに終わり、その後遺症が原因で命を落とした。
ジャック・ストラダー (Jack Stradar)
声 - 梁田清之
左手の小指・薬指・中指が欠けた浮浪者の男。
迫害を受けて都市で暴れるが、セシリーとルークにより止められる。後に、黒衣の男に利用され、悪魔契約、魔剣・アリアの奪取を行うも、ルークの助力によりアリアを取り戻したセシリーによって倒された。その後、風化する中で、セシリーの言葉にアリアを通じて答えた。
ヒルダ・キャヴェンディッシュ (Hilda Cavendish)
#群集列国を参照。
ヘイゼル・キンバリー (Hazel Kimbaly)
15歳。セシリーの後輩。帝政列集国による都市襲撃後、セシリーに憧れ自営騎士団に入団、三番街に配属される。
元気と腕っぷしの強さが取り柄。左利き。セシリーのことを憧れの人として、思い慕っている。
酒場の娘だが、飲み比べで酔いつぶれてしまうほど酒には弱い。
ミルドレッド・エインズワース
ルークの母親。若い頃は傭兵であったが腕は未熟で、ある時バジルに助けられたことからバジルに勝つために腕を磨き、初めて勝った時にそのままプロポーズして結婚。ルークが生まれてすぐに交易船の護衛を引き受けるが、その船が海難事故で難破。漂流して新大陸に流れ着き、そのまま帰る方角もわからなかったためにそのまま新大陸での生活を余儀なくされる。ヴァルバニル決戦後、こちらの大陸への航路が見つかり、その大陸からの依頼で大陸間交易の交渉及び、海賊への警告のために軍国のとある港へ帰り着き、そこで偶然セシリーと出会い息子とも再会を果たした。
コーネリアス・キャンベル
セシリーとルークの第一子で長男。顔立ちはセシリー似。当初は「キャンベル」「エインズワース」どちらの性でも選べるよう、キャンベル性で名付けたが、彼は偉大な母親に憧れ、母を追って三番街自衛騎士団に入団した。妹のロレッタには「真面目に鍛錬に打ち込め」と言って「真面目すぎる」といつも喧嘩ばかりだが、それはロレッタが打った刀で都市を守ると言う夢からロレッタの腕を磨かせたいためである。その後、目覚しい成長を見せて三番街自衛騎士団の副団長に任命され、母の背中を守り、共に海賊制圧戦を戦い抜いた。
ロレッタ・エインズワース
セシリーとルークの第二子で長女。顔立ちはルーク似。「末恐ろしい」が口癖。本当は騎士団に入りたかったが、兄が先に騎士団に入ったため、また、リサのために仕方なく刀鍛冶の道に進む。その後も本気で鍛冶に打ち込むことが出来なかったが、リサから「とっても強い最強の刀鍛冶」になることを提案され、リサの強さを目の当たりにして「最強の刀鍛冶」を目指して本格的に刀鍛冶に打ち込むようになる。その後、母のために刀を一振り打っている。
リディア
コーネリアスが十五歳の頃、遠征先の群集列国で保護した孤児の少女。しばらくキャンベル家で保護され、その間はコーネリアスにべったりだった。彼女の里親が見つかってから十年以上、コーネリアスに交際を申し込み続け、やがてコーネリアスは彼女に陥落することになる。
デューク・エインズワース
ヴァルバニル封印から300年後のセシリーとルークの子孫。アリスの双子の弟で、姉と共にリサに師事している。アリアを助け出した後、リサに年の差も種族の差も、そしてリサの死期が近い事も承知の上で結婚を申し込んだ。
アリス・エインズワース
ヴァルバニル封印から300年後のセシリーとルークの子孫。デュークの双子の姉で、弟と共にリサに師事している。

### 軍国
ゼノビア・Q・ランチェスター (Zenobia Q. Lanchester)
軍国の「少女王」。10を超えた年齢ながらも軍国を纏め上げる手腕を持つが、恋愛談で暴走するなど歳相応な一面も。
セシリーに興味を持ち、彼女の考えにも耳を貸し、同時に「聖剣の鞘」につながるヒントを与えた。
ヴァルバニル対策を講じる過程で人外や悪魔を擁した帝政列集国軍勢と対立、2度の交戦に至るがいずれも敗北を喫し、多大な被害を出したことに心を痛める。
帝政列集国による交易都市襲撃の際には、怪我人の手当てに尽力し、都市復興に一定の援助を申し出る。後、都市の復興支援と軍国と独立交易都市との共闘を築くための使者として、ドリスたちを都市に派遣した。
軍国内では、シャーロットに「世直し」と「独立交易都市の移民計画」を市民に伝えさせることを任せている。
最終決戦後は隕鉄を求めてきたセシリー達の旅にシャーロットに扮して勝手に付いてきて、そこでミルドレッドから直接海賊の警告を聞き、その制圧に乗り出した。その後も晩年までこちらの大陸の代表として二大陸の橋渡しに尽力した。しかし、三十路を超えても身体が余り成長しなかったため、最期まで「少女王」と呼ばれ、その後も軍国の総席を務めたランチェスター家で彼女ほど国民に愛された総席はいなかったとされる。
アーヴィー・アーヴィング (Areviy Irving)
声 - 梅津秀行
軍国の軍師。切り揃えられた頭髪に眼鏡をかけた男性。総席の補佐役として外交、内政、ヴァルバニル対策を担い、有事の際には指揮官を務める。
生真面目で冷静だが、神経質でもある。会話の際には丁寧な話し方で、語尾に「はい」とひとつ返事をすることが多い。
その忠義心から彼はゼノビアが総席を退くまで彼女に仕え続けたという。
シャーロット・フィーロビッシャー (Charlotte Firobisher)
声 - 福原香織
帝国の皇女。当初は皇女として「シャーロット・E・フィーロビッシャー」と名乗っていたが、実際は妾の子で皇帝との関係を晒されて帝国を追われた身。
母親の死後、帝国が魔剣と刀鍛冶を求めているとシーグフリード（を名乗る人物）から聞き、帝国に認められるため、アリアとルークを手に入れようと都市に現れるが、逆に「皇族と騙った罪人」とされてしまう。アーヴィーの妙案でドリス、マーゴット、ペネロペと共に軍国に亡命すると言われるが、彼女はそれを嫌がる。しかし、セシリーの力づくの説得により亡命を決意し、皇族であることを示す「E」の名を捨てた。その後、ゼノビアの専属の侍女となる。年齢が近いことから、ゼノビアとは姉妹のように仲が良く、ゼノビアからも姉妹のように接するように命じられている。
11巻では、ゼノビアの命を受け、「少女王代行」として「世直し」や「独立交易都市の移民計画」を市民に伝えるなどをしている。
ドリス (Doris)
声 - 沢城みゆき
シャーロットの近衛兵。破壊力が高い大剣のクレイモアという「大地の魔剣」を使用する。セシリーに劣らない男勝りな性格であり一人称は「俺」。巨乳嫌いではあるが憧れでもある。
シャーロットと共に軍国に亡命し、軍人として働くことになる。
ルークと軍国の聖剣師との、技術交換の申し出の際にアーヴィーと共に再び独立交易都市を訪れセシリーらと再会する。
都市復興の際には、都市の復興支援と、軍国と独立交易都市の協力関係を締結するための使者として都市に送られ、ブレア火山の中でセシリーたちと再会する。滞在している。
なお、ドリスたち3人の従者はシャーロットに仕えるため家を出ているため、家名を持っていない。
マーゴット (Margot)
声 - 茅原実里
シャーロットの近衛兵。伸縮自在の薙刀に似た長剣のロンパイアという「赤口の魔剣」を使用する。ドリス、ペネロペとは同年齢であるが色気ある口調であるため他の2人よりも年上に見られることがある。ドリスとペネロペと同じく巨乳嫌いである。シャーロットと共に軍国に亡命し、侍女として働くことになる。
ペネロペ (Penelope)
声 - 高橋美佳子
シャーロットの近衛兵。魔剣の能力を相殺する「魔剣殺しの魔剣」である短剣のボロックナイフという魔剣を使用する。しっかり者であり3人のまとめ役でもある。ドリスとマーゴットと同じく巨乳嫌いであるが3人の中では1番胸が大きい。シャーロットと共に軍国に亡命し、侍女として働くことになる。
ユーイン・ベンジャミン (Euen Benjamin)
ゼノビアの顧問教師であり学者の卵。父親を内紛の際に魔剣によって殺害された事により、触れることすらできなくなるほど魔剣を憎むようになる。しかし自らの運命に立ち向かうアリアの姿を見たことにより考えを改める。そしてゼノビアに、都市へ献上することを条件に魔剣の封印を解いてもらい、前に進むために軍国を出国して都市に滞在、ルーク達に協力するようになる。ゼノビアからは独立交易都市に対する軍国の窓口役として都市に滞在するよう命じられている。また、最初に知り合った縁からアリアに懐き、彼女に恋心を抱いている。
独立交易都市が帝政列集国に侵攻された際には、祈祷契約を使い、イライザ・イヴァと戦うヒルダをサポートした。
10巻の火山の遭難で、ルークから「魔剣精製」の代償を打ち明けられる。火山から脱出した後は、アリアが剣のまま沈黙してしまったことを聞かされ気に病んでいる。また、道中でヴァルバニルの肉を食したため、ルーク同様の呪いを受けている。
最終決戦では自身の呪いからヴァルバニルの肉が霊性で高質化する弱点を見出してヴァルバニルとの決戦における作戦を立案。勝利の立役者となり、ハンニバルから「稀代の天才」と称された。決戦後は魔剣を用いない聖剣の作成法を見出してアリア救出の一端を担い、その後も私塾を開いて自身の知識を後進に伝えた。その弟子達は海賊制圧戦で疲弊した二大陸の復興をおおいに助け、彼の名は300年後も大陸史に名を残すほどの偉人となる。「アリアさん一筋を貫けます」と言う生前の言葉通り、生涯独身を貫いたという。

### 帝政列集国

#### 帝国
シーグフリード・ハウスマン (Siegfried Housman)
声 - 置鮎龍太郎
帝国において近年になって騎士団とは別に設立された組織「戦士団」の団長を務める長身痩躯の男。極めて冷酷非情な性格で他者を殺害・利用することに何の躊躇いも持っていない。セシリーやルークにとっての宿敵のような存在。独立交易都市で起こった多数の事件に関与した疑いを持つ。
理想や夢を掲げるセシリーたちを虫唾が走るほど嫌悪している。そのため、廃屋でセシリーの衣服を剥いで凌辱するものの、心を挫くには至らず、逆にルークの反感を買うこととなった。
人外を飼いならした個人的な戦士団を有し、また多数の魔剣を所有している。
作中で一度「シーグフリード・ハウスマン」と呼ばれているなど、その素性には謎が多い。その肉体は悪魔と人間両方の血を持つらしく、イライザ・イヴァの雷の力場にさえも耐え切り、ヴェロニカさえも圧倒する。
11巻で正式に「シーグフリード・ハウスマン」を名乗り、独立交易都市と軍国に宣戦布告する。
その正体は、初代ハウスマンによって生み出された人間と悪魔のハーフ。初代ハウスマンと奴隷の女性との間に生まれた娘が悪魔契約を行ったことで生まれた悪魔と、奴隷の女性との間に生まれた。姿形は人間だが、生殖機能を持たず、年齢は十にも満たない。半分悪魔であるために身体能力は人間を遥かに凌駕しており、軍国騎士団が束になっても敵わず、落石等も片手で払いのけるほど。また、成長が早いため通常の人間よりも寿命が短く、近頃は成長が停滞しているため死期が近いらしい。
自分の境遇から愛や世界全てを憎み、ヴァルバニルを操って世界を滅ぼそうとしたが、ヴァルバニルの上でルークとの一騎討ちに敗れ、瀕死の傷を負ったが、それでもなお諦めずヴァルバニルを操ったが、セシリーと聖剣の前に完全に敗北。白光の中に消えた。
テレビアニメ版では腐食の魔剣を使用している。
オーガスタス・アーサー (Augustus Arthur)
声 - 大塚芳忠
帝国騎士団総団長。ハンニバルに勝るとも劣らない屈強な肉体の持ち主。ハンニバルとはライバル同士で45年間戦い続けているが、戦いの早い段階でお互いの武器が壊れ、そのまま素手での殴り合いになるので決着は未だついていない。
交易都市との決戦でクレイモアの魔剣を用いてハンニバルとの一騎討ちに応じるも、ランスロットに魔剣で奇襲させるという卑劣な手段で決着をつける。
エヴァドニ (Evadne)
声 - 雪野五月
シーグフリードの愛用している魔剣。形状はフランベルジュ。
長い黒髪に漆黒のドレスを纏った全身黒ずくめの貴婦人の姿をしている。常に無表情で必要な時にしか口を開かない。
大戦中に生まれた魔剣と異なり、大戦後にシーグフリードの母である奴隷が左腕と引き換えに生み出された魔剣で、シーグフリードとは姉弟とも言える存在。そのため、初代ハウスマンが黒炎とヴァルバニルの体内の深淵と融合させてヴァルバニルを制御できるよう手を加えた。他の魔剣の存在を感じられる能力もそのためにある。
魔剣に変わるときの言葉は、「眠りを解け。闇をまとえ。結末をあなたに。-神を殺せ」。刃から渦巻く灼熱の黒炎を操る能力があり、黒炎は奔流となって広範囲に放出される。
フランシスカ (Francisca)
声 - 浅野真澄
シーグフリードの部下にして彼の魔剣。形状はバスタードソード。
人の姿の時は金髪で黒甲冑を身に付けた少女の姿をとっている。身長を超える丈長の戦斧を携え、それを軽々と振り回すなど自身の戦闘能力も高い模様。シーグフリードに忠誠を誓っていると同時に心惹かれてもいる様子。ホレーショーが加わってからは不本意ながら彼の得物になっている。
魔剣に変わるときの言葉は、「眠りを解け。地を奔れ。冠をその頭に。-神を殺せ」。覚醒時に魔剣から繰り出される一撃は、地を軽く断ち斬り、そのまま直線に分断するほどの威力がある。
イライザ・イヴァ (Elisa Eva)
シーグフリードの魔剣。形状はシャムシール（イライザ）、ロングボウ（イヴァ）、パルチザン（イライザ・イヴァ）。
イライザとイヴァの2つの人格を持ち、服装や髪型も左右で別々の姿をしている。元々は2振りの魔剣だったものを溶かし合わせ1つに打ち直したために今のようになった。独立交易都市への帝政列集国襲撃時にセシリーとルーク連携攻撃によって持ち主を失い、宙に舞った瞬間に圧縮された風を纏ったアリアでセシリーに貫かれ粉々に砕かれてしまうが、その破片は黒ローブの男（調律師）によって密かに回収される。
魔剣に変わるときの言葉は、「眠りを解け。眼を焼け。光は灰燼に。-神を殺せ」（イライザ）、「眠りを解け。一切を貫け。光は彼方に。-神を殺せ」（イヴァ）、「眠りを解け。雷霆に跪け。光は虚無に。-神を殺せ」（イライザ・イヴァ）。雷撃を操る能力がある。しかし、その能力の強力さ故に普通の人間では使い手自身が雷撃に耐えられないため、悪魔であるガストンか、ハーフ悪魔のシーグフリードにしか扱いきれない。また、悪魔であってもダメージを受けないわけではないため、限界を超えれば死に至る。
最終決戦でアリアとの戦いでイヴァは消滅し、イライザだけが生き残った。最終決戦から数百年経過したある日、リサの下を訪れてヴァルバニルの死による自分達悪魔の死期が近い事を告げる。
ガストン・バスカヴィル(Gaston Baskerville)
イライザ・イヴァの使い手であり、黒甲冑で全身を覆い隠している。その正体は帝国によって生み出された悪魔。異常な身体能力を有し、イライザ・イヴァが生む雷の力場の中に立っていても平然としている。複数生み出されているらしく第7巻では3体同時に登場した。
ヴェロニカ (Veronica)
帝政列集国による独立交易都市への侵攻で生まれた魔剣。幼女の姿をしている。髪は自分の身体の倍ほどはある。形状は他の魔剣とは一線を画し、鎧を纏い、剣山を背負った人外兵器を模した獅子型となる。しかも、使い手が魔剣を操るのではなく、魔剣が使い手を取り込み、人間の骨格さえ作り変えて操るなど、もはや魔剣とは言い難い魔剣。帝都に来てからも全く自我を見せなかったが、帝国騎士団の落ちこぼれであったノア・カートライトを自ら使い手に選んだ。
魔剣に変わるときの言葉は、「眠りを解け。罪に酔え。毒を獅子に。-神を殺せ」鎧は人外兵器の頭蓋骨をも砕き、フランシスカですら斬れないほど強固。背中の刃は骨も肉も一太刀で断ち、十数対の人外兵器を一瞬で殲滅できるほど強力。
ノアに対して異常な執着心を見せ、ノアに近づく女がいるだけで嫉妬心を見せるが、本人曰く「あれはわたしだけのおもちゃ」で「せいこうしょうをしたい、とはおもわない」と玩具扱いをしている。
決戦後はノアに付き従って放浪の旅に出た。後にノアとの間にヴェネッサを生んだ事でヴェネッサに喰われて消滅したと思われる。
ヴェネッサ
ノアとヴェロニカの間に生まれた子。その後も旅を続けていたノアと旅をしていたが、ノアの死の数年前にイライザと出会い、ノアの死後はイライザとともに旅をしている。「ノアはわたしをあいした…」と言う言葉からヴェロニカの記憶は僅かにある様子。魔剣の形状、及び文言は不明。
ノア・カートライト(Noah Cartright)
下級貴族の長男で元帝国騎士団の騎士。魔剣使用者選抜試験に参加させられた際、魔剣ヴェロニカに選ばれ、戦士団に籍を移した。入団前は実戦経験も浅く、選抜試験で行われた殺戮に恐怖して逃げ惑う有様でヴェロニカにも振り回されていたが、入団後の訓練により、ヴェロニカを制御できるようになる。また、街を一つ滅ぼすような命令にも疑問を抱かないほど価値観を歪められている。しかし、自分の負傷に対しては臆病なままで、火山での戦いで少々傷を負っただけで戦意を喪失してしまった。そのため、ホレーショーと再度の訓練を行い、傷を受けないように攻撃を回避する戦い方を身につける。
最終決戦でルークに飛行するヴァルバニルの上から落とされてしまうが、ヴェロニカに助けられて生き残り、ホレーショーに保護された。戦後は帝国に戻らず、ホレーショー、ヴェロニカと共に放浪の旅に出た。

#### 群集列国
ランスロット・ダグラス (Lancelot Douglas)
声 - 西村知道
列国代表を務める年老いた男性。列国をまとめる立場にあるが、陰では密かに帝国との協力関係を画策している。
ハンニバルとオーガスタスの一騎討ちでグラディウスの魔剣で奇襲する役を負うも、ハンニバルが投げた大太刀で重傷を負う。そのまま見苦しく命乞いをしてオーガスタスにも見捨てられた。
ヒルダ・キャヴェンディッシュ(Hilda Cavendish)
群集列国に属する奴隷制度の敷かれている小国家出身の少女。第4巻より登場する。スティレットと呼ばれる短剣を操る剣士。
セシリーたちの命を狙う暗殺者として登場以降、セシリーたちと遭遇を重ねる。紆余曲折の末にセシリーらと和解、イライザ・イヴァに反旗を翻す。その後は、自衛騎士団の一員となり三番街に配属された。騎士団では、同じ女性であるヘイゼルと組を組まされることが多い。
10巻以降は、魔剣銘無しの見張りとして行動を共にしている。その銘無しとの交流で互いに友情を感じ、聖剣として生まれ変わった後も友であることを約束し、それを果たした。
海賊制圧戦の後は、ヘイゼルとともに自衛騎士団を退団し、群集列国に移り住んで小国家間の争いや奴隷制度の問題を解決するための非公認組織を設立。彼女らの死後も組織は続き、それはやがて群集列国の公認組織となる。
ホレーショー・ディズレーリ
元群集列国の元僧侶で殺戮者。魔剣使用者選抜試験の相手としてシーグフリードに連れてこられ圧倒的戦闘力でノア以外の参加者を殺戮。その力をシーグフリードに認められ、帝国戦士団に加わる。元々は鎖で戦っていたが、帝国戦士団に加わってからはフランシスカを得物として使う。
最終決戦でルークと戦って彼の"全力"を感じ、ヴァルバニルの再封印を見届けた後は重傷を負ったノアを保護して人知れず戦場を去り、己の"全力"を探すため、ノアとヴェロニカを伴って放浪の旅に出た。
銘無し (Nameless)
元群集列国のスパイが使う魔剣。形状はクリスナイフ。
元々は人に変化できない魔剣であったが、一度寿命を迎え、隕鉄を用いて再鍛錬されて生まれた。銘が無いのはそのため。捕らえたアリアに隕鉄や、禁断の言葉などを教えた。セシリー達と戦闘後、セシリー達に保護された。本人が言うには、魔剣アリアとセシリーの行く末を見届けに来たらしいが、独立交易都市の傘下に入ることは拒んでいる。
魔剣に変わるときの言葉は、「眠りを解け。魔王を斃せ。風をかの地に。-神を殺せ」能力はアリアと同じ風だが、その能力はアリアより上で崖から転落する衝撃を殺すだけではなく、崖からの浮上をも可能とする。
12巻において、聖剣の一部となった。

### 大陸法委員会
ジャスティーナ・オルブライト (Justina Albright)
声 - 井上喜久子
メガネをかけた女性で、ヴァルバニル会議などの場において進行役を務める大陸法委員の1人。各国間の仲立ちに立つ存在であるはずだが、帝国と群集列国の合併を承認したことを軍国、またセシリーたちに告げた。

### その他のキャラクター
エルザ (Elsa)
声 - 新谷良子
アニメオリジナルキャラクター（登場：第9話）。アニメのオープニングムービーにも登場している。短剣の修理をルークに依頼してきた黒髪ロングの少女。セシリーとアリアとの交戦を経て、老騎士に短剣を突き立て自らも力尽きた。
本来の姿は雷を操る魔剣。魔剣に変わるときの言葉は、「眠りを解け。時は来たれり。雷の裁きを。-神を殺せ」。なお、人型の魔剣が存在する意味をアリアに伝える役を担った。
老騎士
声 - 麻生智久
アニメオリジナルキャラクター（登場：第9話）。ヴァルバニルに対して憎悪を抱く、魔剣エルザの所有者。代理契約戦争時に愛娘のエルザが悪魔に殺されたという過去を持つ。
黒衣の男（シーグフリード）の策略で、リサを殺そうとするもセシリーとアリアによって阻まれる。最期はエルザとともに息を引き取った。

## 設定および用語

### 地名・勢力関連
大陸
作中の時代では、独立交易都市、帝国、軍国、群集列国の大きく4つの勢力が存在する。
「代理契約戦争（ヴァルバニル）」後は平和とされているが、その裏では3国1都市による一触即発の緊張状態が今も続いている。
帝政列集国
帝国と群集列国が合併して成立した国家で、勢力は大陸の3分の2を占める。
帝政という名の通り、（旧帝国の）皇帝を頂点とするが、シーグフリード曰く「傀儡皇帝」。なお、かつての群集列国に属した地域は合併に一部反発しているため、一枚岩ではない。
ヴァルバニル再封印後は、軍国から同盟破棄を命じられてそれに従い、元の二国に戻った。
帝国
大陸のほぼ半分を占めるとされる国家。皇帝を元首とした帝政により成り立っている。
群集列国
大陸北東の大小多数の国家から成る勢力。1つのまとまった国家ではないため、主義や利権などで対立し合っている。
軍国
ランチェスター家が代々「総席」として治める国家。かつて、総席の後継を巡りって「魔剣」による内紛が起きため、現総席のゼノビアにより国中の「魔剣」は封印された。しかし、ユーインの申し出により、独立交易都市に献上することを条件に封印を解かれた。後、この魔剣は帝政列集国による都市襲撃の際に、帝政列集国の手に落ちた。
徴兵制により、10歳になれば男女問わず軍のために働くことになる。
第10巻で、独立交易都市と共闘関係を結んだ。
独立交易都市 ハウスマン
かつて大陸を包み込んだ「代理契約戦争（ヴァルバニル）」の際、初代ハウスマンによって開拓され、発展した街。どの国にも属さない独立自由都市。
街は年月をかけて発展したことで、7つの番街に区分けされている。
市長は市民による公選で選出され、任期は3年。また市長に就任する者は、その際には「ハウスマン」のファミリーネームを襲名する。
第6巻から第7巻にかけて、帝政列集国の侵攻を受けて大きな被害を受けるが陥落せず、自衛騎士団や立ち上がった市民、帰還したセシリーやルークによってこれを退けるも、11巻で帝政列集国の宣戦布告を受け、全住民の軍国への避難を決定、通達した。
（独立交易都市）自衛騎士団
独立交易都市の治安を守る公務員の騎士団。独立交易都市の7つの番街全てに配備されている。7つの騎士団に団長および副団長を置く。なお、非常時は三番街団長・ハンニバルが指揮を統括する。
「騎士団」を称しているが、セシリーなど一部を除いた多くの団員は元々は市民である。そのため、市民であれば誰でも志願できるという。また、公務員でもあるが、セシリー曰く「給料はそれほど高くない」とのこと。そのため、帝国などの他国との騎士団とは性質が異なる。
灰被りの森
ブレア火山から噴き出されている火山灰を霊体の力によって吸着するという特徴を持つ森である。これによって、火山灰は独立交易都市に届かないようになっている。
霊体濃度が高く、独自の生態系が形成されているが、大量の火山灰が降り積もっており、また霊体濃度の高さから霊体酔いにかかりやすいため、人が入ることは稀である。ここの火山灰は肥料になるため、灰を集めて商う者が存在する。また、リサが野草集めで訪れる。
ブレア火山
ヴァルバニルが封印されたとされる活火山で、霊体の産出源でもある。その麓には玉鋼を精錬しているタタラ工房がある。
ヴァルバニル会議
別名「三国一都市会議」。解かれかかっているヴァルバニルの封印のための対策会議。三国と一都市の代表、聖剣を打つ者、聖剣の鞘を継承する者からなる。帝政列集国成立後は、「二国一都市会議」となった。
大陸委員会
「代理契約戦争（ヴァルバニル）」を契機に、大陸の各国から選出された代表によって構成される組織。大陸法の制定、各国間における政治交渉や連絡などを担う。しかし、委員の多くは買収されており、帝国と群集列国の合併を容認した。

### 霊体や人外関連
霊体
空気中に含まれる不可視の粒子のこと。実はヴァルバニルが吐き出す呪い。
祈祷契約
「霊体」と「玉鋼」を反応させることで様々な奇跡を起こす術式のこと。「悪魔契約」を手に擁する形で、初代ハウスマンにより編み出された。独立交易都市では表向き、精霊信仰という形で浸透しており、生活の場でも利用されている。
悪魔契約
「霊体」に人間の肉体を「喰わせる」ことで霊体が悪魔化する現象のこと。代理契約戦争後は、条約によって禁じられているが、各国とも戦争に対する抑止力として保有している。
悪魔
悪魔契約を行い、変容した人間。氷を纏う悪魔、炎を纏う悪魔など、さまざまな異形へと変容する。リサのように、普通の人間と大差ない悪魔も存在する。魔剣も悪魔の一種であり、個体差により人の姿になれるか決まっている。
初代ハウスマンの非道な実験で、悪魔と人間の間には子供が生まれる事が実証されている。悪魔と人間の間の子供は生殖器官を持たず、一代のみの存在で、受胎率も低い。
死言
悪魔契約の引き金となる文言のこと。ヴァルバニルの呪いによるもので、全ての人の心臓に刻まれていて本人のみに読むことができる。死言を知るには手術による解剖によって鏡越しに見るか、ヴァルバニルから直接聞くかの二通りがある。後者は近づけば殺されるため、実質不可能である。
代理契約戦争
44年前に大陸の全ての国が争った戦争のこと。強力な戦力として悪魔契約を行った兵士を多数生み出し、その悲惨な戦いから史上最悪の人外「ヴァルバニル」の名でも呼ばれる。
人外
人と同じ内臓機能を持つ怪物のこと。
人外兵器
帝国が作り出した人外。前脚が槍になっており、背中に玉鋼で作られた無数の剣が生えているような獅子。帝国では既に兵器として量産、実用化されており、白兵戦において十七体の人外兵器を操り、三百以上の軍国騎士団をほぼ殲滅している。交易都市での決戦時には前脚を普通の獣と同じ脚にして機動性を高めたタイプが使用されている。ヴァルバニルの血に強く反応する。
ヴァルバニル
何百年も前に実在していた大陸史上最悪の人外。都市は「神」、帝国は「王」、軍国は「獣」、群集列国は「機械機構」、そして帝政列集国は「魔王」と呼んでいる。霊体を生み出した元凶。悪魔契約のシステムを作り出し人間に死言を刻んだ。現在はブレア火山に封印されている。
交易都市と帝政列集国の最終決戦の最中に復活し、シーグフリードに操られたが、セシリーが聖剣アリアを用いて再封印した。
この決戦時から寿命による弱体化の傾向があったらしく、再封印から300年後、封印により繋がっていたアリアによれば、後十年も経たない内に完全に滅びるだろうとされている。ヴァルバニルが死ぬと当然霊体はなくなるため、それによって祈祷契約はできなくなる。霊体を糧とする悪魔も死に絶える。
魔眼
リサが自身の（もとはルークの）左眼球とルークの死言で悪魔契約を行ったことにより生まれた悪魔。白い球体であり、大きさは元の「左眼球」とあまり変わらない。
ルークの左目に寄生しており、擬態しているため見た目は普通の目と変わらない。
鍛錬を行うたびに活性化し、視界の隅々まで見通せるすぐれた視力と引き換えにルークの魂を刈り取っている。帝政列集国との決戦では魂をさらに喰わせることで無理やり使用している。
ルークの死後は形見としてリサに託された。リサの場合は悪魔である故に魂の代わりに霊体を消費して使用するため、特に命が削られるようなことはない。魔剣を使わない新たな聖剣の作成において魔剣に近い混合物を作り出すために大いに使用された。

### その他
刀鍛冶（ブラックスミス）
元は聖剣を打った職人を指す語。転じて、現代では優れた技術を持つ刀鍛師に対する呼び方となっている。
聖剣
ヴァルバニルを封印した剣のこと。現在の聖剣の形状は、直刀。玉鋼、魔剣、隕鉄の3つから構成されている。刀には元々禍払いの力があるが、構成に使う魔剣の"神への憎悪"を糧として増大させることで、ヴァルバニルを封印することが可能となる。
先代の聖剣に魔剣だったころの記憶は残っていない。人から聖剣に戻るときの文言は、「眠りを解け。獣を射よ。光明をこの地に。――――神を殺せ」。
封印の力を失くし山を下りてきたが、ただ何かを破壊するための力は残っている。そのような状態でも完全に魔逆にある遠方から「爪跡」までの道を削るほどの凄まじい力を持つ。ルークとリサが聖剣を打つための助言役を務めている。
最終決戦においてヴァルバニル再封印のためにセシリーに力を貸し、その力を完全に出し尽くして砕け散った。
最終決戦後、ユーインが初代ハウスマンの記録から玉鋼と隕鉄の混合物を交易都市の高い霊体濃度で霊体を練りこんで鍛えることで魔剣の代替とする新たな聖剣の作成法を見出した。
しかし、これには人間の寿命を遥かに超える時間と混合物の様子を見る事ができる魔眼が必要となり、魔眼を持ち悪魔であるリサのみが可能な方法であった。リサはこの新たな聖剣「Lisa」の作成に300年の時を要している。
聖剣の鞘
聖剣の予備を表す隠語。初代ハウスマンがキャンベル家の死言に施した術式で、セシリーの祖父から代々遺伝している。術式を施された者が悪魔契約を行った場合、それによって生まれる悪魔を強制的に魔剣化するもの。また、生まれた魔剣は非常に強力であり、ヴァルバニルへの有効性は実証されている。セシリーの祖父が魔剣化したもの一振りが現存しており、現在は大陸法委員会の管理下にあるとされていたが、偽りであり、ヴァルバニルの封印強化のためにヴァルバニルの真上に突き立っている。形状は直刀。
魔剣
本当の魔剣は空想上のものだが、悪魔契約で生まれる武器の形をした悪魔をこのように呼ぶ。魔力を持ち攻撃防御にその魔力を発揮する。神への憎しみから生まれ、その憎しみが強いとアリアやエヴァドニのように人にもなれる魔剣になる。魔剣に戻る際に「-神を殺せ」と言う共通の文言があるのは神への憎しみゆえ。人型になれる魔剣も魔"剣"と称されるが、イライザ・イヴァのように槍や、弓など剣の形をとらない者もいる。ヴェロニカに至ってはもはや武器の形状ですらない。
人になれる魔剣が魔力を消費し尽くすと剣に変化できなくなってしまい、この状態が剣としての寿命になる。しかし、寿命を迎えた後の魔剣は人間の子を宿し、新たな魔剣を生むと言う役割がある。魔剣の子は母体を食い尽くして新たな魔剣となる。通常の文言の他に、魔剣の能力を絞りつくす呪われた文言があり、その際の文言は「楔を抜け 〜 〜 -汝を殺せ」〜の部分は通常時の文言と同じ。この文言で変化した場合、暴走にも近い力を発揮するが、文言通り汝を殺す最後の手段。
魔刀
リサによって顕現した「簡易炉」という炉の中で、過去の経験（鍛錬工程）を元に精製された刀のこと。精製にはリサの肉体とルークの魂を代償とする。
調整によってさまざまな能力をもつが、同じものは2度と作れず、数振りで砕けてしまう。これはルークが消費する魂を節約しているためである。
リサの左目を魔眼に変えてルークに返して簡易炉に触れられなくなったため、魔刀精製は使用できなくなったが、最終決戦で胸の傷から直接簡易炉に触れることで聖剣を精製した。
玉鋼
砂鉄の加工物で、タタラ製法により不純物を取り除かれた鋼のこと。純度により価値がかわる。独立交易都市では市民に深く浸透し、自衛騎士団も所持が義務付けられるようになった。
聖剣師
軍国の刀鍛冶のこと。かつての刀鍛冶の技術を盗み、正当な刀鍛冶による製法とは異なる独自の製法を用いている。
鍛造（折り返し鍛練）
刀剣の製造技法の1つ。古来より正当な流れを汲む鍛冶師の間で受け継がれてきた伝統技術。
一振りごとに時間をかけて製造するため、「代理契約戦争」を契機に衰退し、時代遅れの技法とまで揶揄されるほど。
作中において、ルークは「甲伏せ」（後に「四方詰め」）、軍国の聖剣師は「本三枚」という技法を用いる。
鋳造
現代における刀剣の製造技法。大量生産が可能なため、「代理契約戦争」を契機に普及した。
人間歩兵
帝政列集国の調教師が流れ者の傭兵や剣士に大量の薬物投与、手術による洗脳、肉体強化、痛覚の遮断などを施した人間達。独立交易都市との最終決戦で用いられ、罠にわざとかからせて罠を排除、多大な負荷のかかるイライザ・イヴァの使用など、非人道的な扱いをされている。

## 既刊一覧

### 小説
日本語版
| 巻数 / タイトル | 巻数 / タイトル                | 初版発行日（発売日）       | ISBN              |
| --------------- | ------------------------------ | -------------------------- | ----------------- |
| 1               | 聖剣の刀鍛冶 #1.Knight         | 2007年11月30日（11月22日） | 978-4-8401-2083-8 |
| 2               | 聖剣の刀鍛冶 #2.Blacksmith     | 2008年5月31日（5月25日）   | 978-4-8401-2141-5 |
| 3               | 聖剣の刀鍛冶 #3.Fool           | 2008年9月30日（9月25日）   | 978-4-8401-2423-2 |
| 4               | 聖剣の刀鍛冶 #4.Hero           | 2009年1月31日（1月23日）   | 978-4-8401-2602-1 |
| 5               | 聖剣の刀鍛冶 #5.Sacrifice      | 2009年3月31日（3月25日）   | 978-4-8401-2723-3 |
| 6               | 聖剣の刀鍛冶 #6.New World      | 2009年6月30日（6月25日）   | 978-4-8401-2802-5 |
| 7               | 聖剣の刀鍛冶 #7.Unrivaled      | 2009年9月30日（9月25日）   | 978-4-8401-3028-8 |
| 8               | 聖剣の刀鍛冶 #8.Light&Darkness | 2010年1月31日（1月25日）   | 978-4-8401-3157-5 |
| 9               | 聖剣の刀鍛冶 #9.Last Wind      | 2010年5月31日（5月25日）   | 978-4-8401-3283-1 |
| 10              | 聖剣の刀鍛冶 #10.Trial         | 2010年11月30日（11月25日） | 978-4-8401-3487-3 |
| 11              | 聖剣の刀鍛冶 #11.Women         | 2011年11月30日（11月25日） | 978-4-8401-3931-1 |
| 12              | 聖剣の刀鍛冶 #12.Sacred Sword  | 2012年3月31日（3月23日）   | 978-4-8401-4534-3 |
| 13              | 聖剣の刀鍛冶 #13.Varbanill     | 2012年7月31日（7月25日）   | 978-4-8401-4646-3 |
| 14              | 聖剣の刀鍛冶 #14.Varbanill2    | 2012年11月30日（11月22日） | 978-4-8401-4903-7 |
| 15              | 聖剣の刀鍛冶 #15.Sacred Knight | 2013年3月31日（3月25日）   | 978-4-8401-5133-7 |
| 16              | 聖剣の刀鍛冶 #16.Lisa          | 2013年8月31日（8月23日）   | 978-4-8401-5253-2 |

他言語版
- 韓国語版：『성검의 블랙스미스』（ソウル文化社刊）
- タイ語版：『สงครามดาบศักดิ์สิทธิ์』（ラクピム出版社刊）

### 漫画
| 巻数 / タイトル | 巻数 / タイトル | 初版発行日（発売日）       | ISBN              |
| --------------- | --------------- | -------------------------- | ----------------- |
| 1               | 聖剣の刀鍛冶 1  | 2009年6月30日（6月23日）   | 978-4-8401-2582-6 |
| 2               | 聖剣の刀鍛冶 2  | 2009年10月31日（10月23日） | 978-4-8401-2928-2 |
| 3               | 聖剣の刀鍛冶 3  | 2010年3月31日（3月23日）   | 978-4-8401-3304-3 |
| 4               | 聖剣の刀鍛冶 4  | 2010年9月30日（9月22日）   | 978-4-8401-3375-3 |
| 5               | 聖剣の刀鍛冶 5  | 2011年3月30日（3月23日）   | 978-4-8401-3769-0 |
| 6               | 聖剣の刀鍛冶 6  | 2011年11月30日（11月22日） | 978-4-8401-4062-1 |
| 7               | 聖剣の刀鍛冶 7  | 2012年8月31日（8月23日）   | 978-4-8401-4710-1 |
| 8               | 聖剣の刀鍛冶 8  | 2013年8月31日（8月23日）   | 978-4-8401-5303-4 |
| 9               | 聖剣の刀鍛冶 9  | 2015年2月23日（2月23日）   | 978-4-04-067258-8 |
| 10              | 聖剣の刀鍛冶 10 | 2017年2月28日（2月23日）   | 978-4-04-069042-1 |

## テレビアニメ
2009年1月にアニメ化が発表され、同年10月から12月まで独立UHF局とAT-Xにて放送された。製作には、本作がアニメ事業への初参入となるアース・スター エンターテイメントや、東京にあるラジオ局の文化放送も参加している。
原作小説に沿った形で、異なるストーリーを展開している。放映上、各話の次回予告はカットされているが製作はされており、YouTubeのメディアファクトリーTVにアップロードされている。

### スタッフ
- 原作 - 三浦勇雄[7]
- 監督 - 日高政光[7]
- 助監督 - 恒松圭[7]
- シリーズ構成 - 鈴木雅詞[7]
- キャラクター原案 - 屡那[7]
- キャラクターデザイン・総作画監督 - 中井準[12]
- プロダクションデザイン - 棚橋勤[12]
- プロップデザイン - 小森秀人[12]
- 色彩設計 - 茂木孝浩[12]
- 美術監督 - 渡辺三千恵[12]
- 撮影監督 - 高橋賢司[12]
- 編集 - 小野寺絵美[12]
- 音楽 - 寺嶋民哉[12]
- 音楽プロデューサー - 澁谷知子[12]
- 音楽制作 - コロムビアミュージックエンタテインメント[12]
- 音響監督 - 矢野さとし[12]
- プロデューサー - 加藤正純[12]、平子陽治[12]、高橋和也[12]、南寛将[12]、河内山隆[12]、工藤博[12]
- アニメーション制作 - マングローブ[7]
- 製作 - メディアファクトリー[13]、アース・スター エンターテイメント[13]、文化放送[13]、AT-X[13]

### 主題歌
オープニングテーマ「JUSTICE of LIGHT」（第1話 - 第12話）
作詞 - 森由里子 / 作曲 - 岩崎貴文 / 編曲 - 新井理生 / 歌 - 五條真由美
エンディングテーマ「みらくるハッピーディ」（第1話 - 第11話）
作詞 - 森由里子 / 作曲・編曲 - 新井理生 / 歌 - リサ（声：豊崎愛生）
エンディングテーマ「JUSTICE of LIGHT」（第12話）
歌 - 五條真由美

### 各話リスト
| 話数   | サブタイトル         | 脚本     | 絵コンテ          | 演出       | 作画監督                   |
| ------ | -------------------- | -------- | ----------------- | ---------- | -------------------------- |
| 第1話  | 騎士 -Knight-        | 鈴木雅詞 | 日高政光          | 恒松圭     | 中井準                     |
| 第2話  | 悪魔契約 -Valbanill- | 鈴木雅詞 | 出合小都美        | 恒松圭     | 安彦英二                   |
| 第3話  | 魔剣 -Sword-         | 鈴木雅詞 | 岡佳広            | 岡佳広     | 松井祐子                   |
| 第4話  | 誓約 -Promise-       | 鈴木雅詞 | 小森秀人          | 曽我準     | 小森秀人                   |
| 第5話  | 絆 -Together-        | 小鹿りえ | 出合小都美        | サトウ光敏 | 坂本千代子                 |
| 第6話  | 皇女 -Princess-      | 小鹿りえ | 熨斗谷充孝        | 熨斗谷充孝 | 安彦英二                   |
| 第7話  | 家族 -Family-        | 小鹿りえ | 出合小都美        | 出合小都美 | 北條直明 松井祐子          |
| 第8話  | 出立 -Resolution-    | 鈴木雅詞 | 日高政光 山本珠代 | 曽我準     | さとう陽                   |
| 第9話  | 面影 -Lisa-          | 鈴木雅詞 | 岡佳広            | 三宅雄一郎 | 亀井大祐                   |
| 第10話 | 殉情 -Tragedy-       | 鈴木雅詞 | 日高政光          | 杉生祐一   | 中井準                     |
| 第11話 | 真実 -Truth-         | 鈴木雅詞 | 岡佳広            | 岡佳広     | 松井祐子 松本昌子 北條直明 |
| 第12話 | 刀鍛冶 -Blacksmith-  | 鈴木雅詞 | 日高政光 山本珠代 | 恒松圭     | 中井準 安彦英二            |

### 放送局
| 放送地域   | 放送局     | 放送期間                 | 放送日時           | 放送系列       | 備考                                               |
| ---------- | ---------- | ------------------------ | ------------------ | -------------- | -------------------------------------------------- |
| 日本全域   | AT-X       | 2009年10月3日 - 12月19日 | 土曜 09:30 - 10:00 | CS放送         | 製作局 リピート放送あり                            |
| 千葉県     | チバテレビ | 2009年10月4日 - 12月20日 | 日曜 24:30 - 25:00 | 独立UHF局      |                                                    |
| 神奈川県   | tvk        | 2009年10月4日 - 12月20日 | 日曜 25:30 - 26:00 | 独立UHF局      |                                                    |
| 埼玉県     | テレ玉     | 2009年10月5日 - 12月21日 | 月曜 25:00 - 25:30 | 独立UHF局      |                                                    |
| 中京広域圏 | 中京テレビ | 2009年10月5日 - 12月21日 | 月曜 27:12 - 27:42 | 日本テレビ系列 |                                                    |
| 東京都     | TOKYO MX   | 2009年10月6日 - 12月22日 | 火曜 25:30 - 26:00 | 独立UHF局      |                                                    |
| 兵庫県     | サンテレビ | 2009年10月7日 - 12月23日 | 水曜 26:10 - 26:40 | 独立UHF局      |                                                    |
| 日本全域   | 超!A&G+    | 2010年4月10日 - 5月15日  | 土曜 20:00 - 21:00 | デジタルラジオ | 2話ずつ放送 詳細は#聖剣の刀鍛冶 トリビュートを参照 |

### 関連商品

#### DVD / Blu-ray
メディアファクトリーよりDVD / Blu-ray Discが同時発売された。
| 巻    | 発売日         | 収録話         | 初回限定版特典          |
| ----- | -------------- | -------------- | ----------------------- |
| VOL.1 | 2009年12月22日 | 第1話・第2話   | 小冊子「BLASMIX」 VOL.1 |
| VOL.2 | 2010年1月22日  | 第3話・第4話   | 小冊子「BLASMIX」 VOL.2 |
| VOL.3 | 2010年2月25日  | 第5話・第6話   | 小冊子「BLASMIX」 VOL.3 |
| VOL.4 | 2010年3月25日  | 第7話・第8話   | 小冊子「BLASMIX」 VOL.4 |
| VOL.5 | 2010年4月23日  | 第9話・第10話  | 小冊子「BLASMIX」 VOL.5 |
| VOL.6 | 2010年5月25日  | 第11話・第12話 | 小冊子「BLASMIX」 VOL.6 |

2013年3月27日には、原作小説の完結（第15巻刊行）に合わせて全12話をBlu-ray Disc3枚に収録したBD-BOXが発売された。
（原作小説第16巻は同年8月に後追いで追加刊行）

#### CD
コロムビアミュージックエンタテインメントより発売された。
- JUSTICE of LIGHT（2009年11月18日、COCC-16317）
- みらくるハッピーディ（2009年11月18日、COCC-16318）
- 聖剣の刀鍛冶 音楽集（2009年12月2日、COCX-35919）
- 聖剣の刀鍛冶 きゃらくたぁCD（2009年12月29日、COCX-35993）

#### 関連書籍
- 『聖剣の刀鍛冶 公式コンプリートブック』2010年2月25日発売[43]、ISBN 978-4-8401-3176-6

## ラジオ

### ブラスミラジオ とよとよ!
テレビアニメに先行して2009年9月5日より文化放送のデジタルラジオ・超!A&G+にて放送された。全9回。
番組では、パーソナリティの豊口と豊崎によるトークとコーナーを展開しながら、『聖剣の刀鍛冶』の世界に触れていく。
放送時間
- 2009年9月5日 - 2009年12月26日（全9回） / 隔週土曜日 20:00 - 21:00

パーソナリティ
- 豊口めぐみ（アリア役）
- 豊崎愛生（リサ役）

ゲスト
- 第3回（2009年10月3日放送分）
  - 岡本信彦（ルーク・エインズワース役）

- 第6回（2009年11月14日放送分） - 公開録音の模様（2009年11月3日収録）
  - 藤村歩（セシリー・キャンベル役）
  - 岡本信彦（ルーク・エインズワース役）
  - 置鮎龍太郎（シーグフリード役）
  - 五條真由美（主題歌歌手）

- 第7回（2009年11月28日放送分）
  - 井上和彦（ヒューゴー・ハウスマン役）

- 第8回（2009年12月12日放送分）
  - 五條真由美（主題歌歌手）

- 第9回（2009年12月26日放送分）
  - 岡本信彦（ルーク・エインズワース役）
  - 三浦勇雄（原作者）
  - 屡那（原作イラスト）
  - 山田孝太郎（漫画作家）

コーナー
クイズ! シンケイ研ぎ澄ましまSHOW!
豊口と豊崎が五感を頼りにクイズに答える、パーソナリティによる対戦形式のコーナー。
勝敗がカウントされており、先に3敗したパーソナリティ（とそれに味方にしたゲスト）は罰ゲームを受けることになっている。これまでに豊崎（および岡本信彦）が1度罰ゲームを受けている。
コーナー開始時より豊口と豊崎のどちらかが先に3敗した場合、"禅寺に修行に行く"という罰ゲームが設定された。しかし、豊口・豊崎ともに禅寺修行に興味があるため、罰ゲームでありながら逆に志願していた。
- 第3回（2009年10月3日放送分） - ゲストの岡本信彦もコーナーに参加。その際、豊口と豊崎のどちらに味方するか選択することとなった岡本は、年齢が近いということで豊崎に味方した。結果は豊崎と岡本側の敗戦。また、岡本は「年齢を理由にした選択」をしたことから（罰ゲーム執行まで）豊口に根を持たれることになった。
- 第4回（2009年10月17日放送分） - 豊崎が3敗目を喫した。これにより、公開録音の場で罰ゲームが行われることとなった。
- 第6回（2009年11月14日放送分） - 豊崎への罰ゲームとして座禅が執行された。なお、第3回において、豊崎に味方した岡本信彦も一緒に罰ゲームを受けた（その際、豊口から制裁を受けている）。

めざせ! ブラスミマスター!
リスナーの意見を元に『聖剣の刀鍛冶』のオリジナルグッズを作ろうというコーナー。
工房「リーザ」相談室
折れそうになった心を鍛え直してほしいと思っている人の相談に乗るコーナー。
アリアとリサのジェネレーショントーク
ベテランの豊口と新人（若手）の豊崎が、それぞれの世代で使われる言葉（キーワード）を相手が理解しているかを試すコーナー。
ふつおた
普通のお便りやメールのコーナー。
エピソード
番組の構成作家が伊福部崇（POARO）であり、番組のすぐ後に放送され、その相方・鷲崎健がパーソナリティを務める『A&G 超RADIO SHOW〜アニスパ!〜』において、当番組や伊福部に関する話題が度々挙がる。
- 第5回（2009年10月31日放送分） - 豊崎の誕生日が祝われた。また、番組中には豊崎の楽曲「love your life」が流された。

公開録音
2009年11月3日、文化放送サテライトプラスにて、ゲストに藤村歩、岡本信彦、置鮎龍太郎を迎え、途中から五條真由美も加わって開催された。キャスト陣による作品に関するトーク、番組の各コーナー、また、ライブなどを実施。第6回（2009年11月14日放送分）で放送。
| 超!A&G+ 土曜日 20:00枠                                                       | 超!A&G+ 土曜日 20:00枠                                     | 超!A&G+ 土曜日 20:00枠        |
| 前番組                                                                       | 番組名                                                     | 次番組                        |
| ---------------------------------------------------------------------------- | ---------------------------------------------------------- | ----------------------------- |
| 超!A&G+スペシャル - 当番組の放送開始に伴い、本放送時間を金曜 16:00枠へ変更。 | ブラスミラジオ とよとよ! （2009年9月5日 - 2009年12月26日） | 超!A&G+スペシャル (リピート2) |

### 聖剣の刀鍛冶 トリビュート
超!A&G+で放送されていた番組。毎週アニメ本編を2話ずつ放送。OPと本編（アバン・Aパート・Bパート）のみで、EDはトークの長さにより放送される回とされない回があり、次回予告はカットされている。また、番組冒頭・アニメ本編の間・終わりにキャラ紹介や商品情報、見所などを紹介していた。
放送時間
- 2010年4月10日 - 5月15日 / 毎週土曜日 20:00 - 21:00

ナビゲーター
- 岡本信彦（ルーク・エインズワース役）

| 超!A&G+ 土曜日 20:00枠        | 超!A&G+ 土曜日 20:00枠                                | 超!A&G+ 土曜日 20:00枠                                         |
| 前番組                        | 番組名                                                | 次番組                                                         |
| ----------------------------- | ----------------------------------------------------- | -------------------------------------------------------------- |
| 超!A&G+スペシャル (リピート2) | 聖剣の刀鍛冶 トリビュート （2010年4月10日 - 5月15日） | もし声優業界のマネージャーがデジタルの『ラジオ番組』を持ったら |